# جامعة رادبود نايميخن

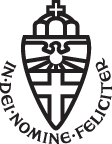
شعار جامعة رادبود نايميخن.

جامعة رادبود نايميخن (بالإنجليزية:Radboud University Nijmegen، وتعرف سابقا باسم جامعة نايميخن الكاثوليكية) جامعة حكومية هولندية تركز على البحوث، وتقع في نيميغن، هولندا. تأسست في 17 أكتوبر 1923، وتقع في أقدم مدينة في هولندا وهي نايميخن. تحوي الجامعة سبع كليات وتستقبل أكثر من 19900 طالب وطالبة تحتل المرتبة 156 دوليا حسب التصنيف العالمي للجامعات. 